# Уинтер-Бич (Флорида)
Уинтер-Бич (англ. Winter Beach) — статистически обособленная местность, расположенная в округе Индиан-Ривер (штат Флорида, США) с населением в 965 человек по статистическим данным переписи 2000 года.

## География
По данным Бюро переписи населения США статистически обособленная местность Уинтер-Бич имеет общую площадь в 17,87 квадратных километров, водных ресурсов в черте населённого пункта не имеется.
Статистически обособленная местность Уинтер-Бич расположена на высоте 3 м над уровнем моря.

## Демография
По данным переписи населения 2000 года в Уинтер-Бич проживало 965 человек, 298 семей, насчитывалось 373 домашних хозяйств и 405 жилых домов. Средняя плотность населения составляла около 54 человек на один квадратный километр. Расовый состав населённого пункта распределился следующим образом: 97,20 % белых, 1,45 % — чёрных или афроамериканцев, 0,41 % — коренных американцев, 0,62 % — азиатов, 0,31 % — представителей смешанных рас, Испаноговорящие составили 1,87 % от всех жителей статистически обособленной местности.
Из 373 домашних хозяйств в 23,6 % воспитывали детей в возрасте до 18 лет, 70,8 % представляли собой совместно проживающие супружеские пары, в 6,4 % семей женщины проживали без мужей, 20,1 % не имели семей. 15,5 % от общего числа семей на момент переписи жили самостоятельно, при этом 7,0 % составили одинокие пожилые люди в возрасте 65 лет и старше. Средний размер домашнего хозяйства составил 2,51 человек, а средний размер семьи — 2,76 человек.
Население статистически обособленной местности по возрастному диапазону по данным переписи 2000 года распределилось следующим образом: 19,2 % — жители младше 18 лет, 4,5 % — между 18 и 24 годами, 23,2 % — от 25 до 44 лет, 27,2 % — от 45 до 64 лет и 26,0 % — в возрасте 65 лет и старше. Средний возраст жителей составил 47 лет. На каждые 100 женщин в Уинтер-Бич приходилось 103,1 мужчин, при этом на каждые сто женщин 18 лет и старше приходилось 102,6 мужчин также старше 18 лет.
Средний доход на одно домашнее хозяйство статистически обособленной местности составил 85 091 доллар США, а средний доход на одну семью — 87 400 долларов. При этом мужчины имели средний доход в 26 591 доллар США в год против 29 286 долларов среднегодового дохода у женщин. Доход на душу населения статистически обособленной местности составил 85 091 доллар в год. 2,0 % от всего числа семей в населённом пункте и 2,2 % от всей численности населения находилось на момент переписи населения за чертой бедности, при этом 2,7 % из них были моложе 18 лет и — в возрасте 65 лет и старше.